# Aphanocalyx ledermannii
Aphanocalyx ledermannii är en ärtväxtart som först beskrevs av Hermann August Theodor Harms, och fick sitt nu gällande namn av Jan Johannes Wieringa. Aphanocalyx ledermannii ingår i släktet Aphanocalyx och familjen ärtväxter. Inga underarter finns listade i Catalogue of Life.